# Ericeia certilinea
Ericeia certilinea là một loài bướm đêm trong họ Erebidae.